# David Williams (mathématicien)
David Williams est un mathématicien gallois (né le 9 avril 1938) qui travaille dans le domaine de la théorie des probabilités.

## Jeunesse et éducation
David Williams est né à Gorseinon, près de Swansea, au Pays de Galles. Il fait ses études à la Gowerton Grammar School, remporte une bourse de mathématiques au Jesus College d'Oxford et obtient un doctorat sous la supervision de David George Kendall et Gerd Edzard Harry Reuter, avec une thèse intitulée Random time substitution in Markov chains.

## Carrière
Williams occupe des postes à l'Université Stanford (1962-1963), à l'Université de Durham, à l'Université de Cambridge (1966-1969) et à l'Université de Swansea (1969-1985), où il est promu à une chaire personnelle en 1972.
En 1985, il est élu professeur de statistique mathématique à l'Université de Cambridge, où il reste jusqu'en 1992, occupant le poste de directeur du laboratoire de statistique entre 1987 et 1991. Par la suite, il occupe la chaire de sciences mathématiques conjointement avec les groupes de mathématiques et de statistiques à l'Université de Bath.
En 1999, il retourne à l'Université de Swansea, où il occupe actuellement un poste de professeur de recherche.
Les recherches de Williams englobent le mouvement brownien, les diffusions, les processus de Markov, les martingales et la théorie de Wiener-Hopf. Il est élu membre de la Royal Society en 1984, où il est cité pour ses réalisations sur le problème de construction des chaînes de Markov et sur les décompositions de chemins pour le mouvement brownien et obtient le prix Pólya de la London Mathematical Society en 1994.
L’une de ses principales découvertes est la décomposition des chemins browniens par rapport à leur maximum.
Il est l'auteur de Probability With Martingales et Weighing the Odds, et co-auteur (avec LCG Rogers ) des deux volumes de Diffusions, Markov Processes et Martingales.

## Livres
- Diffusions, Markov processes, and martingales, Wiley 1979 ; 2e. éd. avec LCG Rogers : Diffusions, Markov processes, and martingales, Volume One: Foundations, Wiley 1995[5], réimpression de la 2e éd. Presses universitaires de Cambridge 2000
- avec LCG Rogers : Diffusions, Markov processes, and martingales, Volume Two: Itō calculus, Wiley 1988 ; 2e éd. Presses universitaires de Cambridge 2000
- Probability with martingales, Cambridge Mathematical Textbooks, Cambridge University Press 1991
- Weighing the Odds: a course in probability and statistics, Cambridge University Press 2001
- éd. avec JCR Hunt, OM Phillips : Turbulence and stochastic processes. Kolmogorov´s ideas 50 years on, Londres, Royal Society 1991